# プラキン
プラキン（英:Plakin）は、一次構造にプラキンドメインを持つ一群のタンパク質で、細胞結合の接着装置にあり、多くは細胞骨格と結合する。

## プラキンドメイン

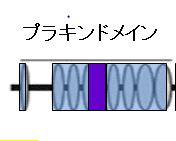
プラキンドメイン。スペクトリンリピート構造（SR：spectrin repeats）が4つ（青色の楕円）、次いで、SH3ドメイン(src homology 3 domain)(SH3)が１つ（紫色の長方形）、そして、再びスペクトリンリピート構造がある

プラキンドメインはスペクトリンリピート構造（SR：spectrin repeats）が数個、次いで、SH3ドメイン(src homology 3 domain)(SH3)が１つ、そして、再びスペクトリンリピート構造が数個あるドメインである。

## プラキンファミリー
プラキンファミリーは、以下のタンパク質からなる 。
- デスモプラキン(desmoplakin)
- エンボプラキン(envoplakin)
- ペリプラキン(periplakin)
- プレクチン(plectin)
- BP230(ジストニン、dystonin)
- コルネデスモシン(corneodesmosin)
- 微小管アクチン架橋因子(microtubule actin cross-linking factor)

プラキンの上位はスペクトラプラキン(spectraplakins)である 。